# Jean de Sarrebruck
 (juillet 2012).
Si vous disposez d'ouvrages ou d'articles de référence ou si vous connaissez des sites web de qualité traitant du thème abordé ici, merci de compléter l'article en donnant les références utiles à sa vérifiabilité et en les liant à la section « Notes et références ».
Jean de Sarrebruck, mort le 30 novembre 1438 à Châlons, est un prélat français, évêque de Verdun puis de Châlons au XVe siècle.

## Biographie
Jean est un fils de Jean III de Sarrebruck-Commercy, seigneur de Commercy-Château-Haut, et de Marie d'Arcelles.
Jean de Sarrebruck est chanoine de Verdun et de Châlons. Il est élu évêque de Verdun en 1404 et permute en 1419 avec Louis de Bar, évêque de Châlons-sur-Marne.
Il possède un hôtel particulier rue de Châlons à Paris